# Nürken Äbdyrow

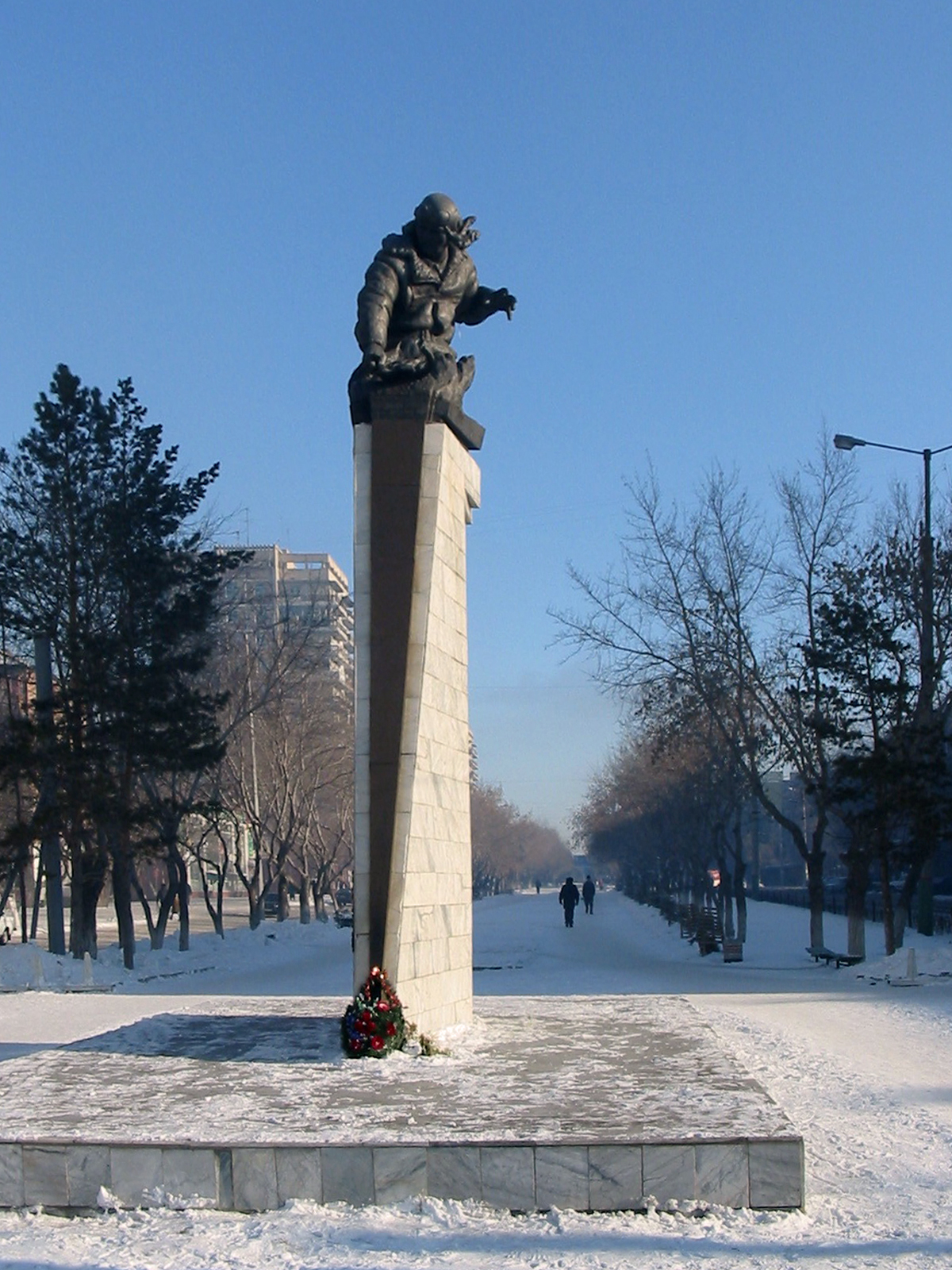
Pomnik Nürkena Äbdyrowa w Karagandzie

Nürken Äbdyrow (kaz. Нүркен Әбдіров, ros. Нурке́н Абди́ров, ur. 9 sierpnia 1919 w aule nr 5 w obwodzie karagandyjskim, zm. 19 grudnia 1942) – radziecki lotnik wojskowy narodowości kazachskiej, sierżant, Bohater Związku Radzieckiego (1943).

## Życiorys
Miał wykształcenie niepełne średnie, pracował w kołchozie, od 1940 służył w Armii Czerwonej. W 1941 ukończył szkołę wojskowo-lotniczą w Czkałowie, 28 października 1942 został skierowany na front jako pilot bombowca. Wykonał 16 lotów bojowych, podczas których zniszczył 12 czołgów wroga i 28 samochodów z siłą żywą i sprzętem, 4 fury z amunicją i jedną cysternę z paliwem. 19 grudnia 1942 walcząc w grupie czterech samolotów Ił-2 wypełniał bojowe rozkazy szturmowe, bombardując wroga w rejonie miejscowości Bokowskaja i Ponomariowka w celu zniszczenia fortyfikacji, sprzętu i siły żywej wroga, niszcząc do 6 niemieckich czołgów, 2 punkty artylerii przeciwlotniczej i do 20 żołnierzy i oficerów. Podczas walki jego samolot został uszkodzony i zapalił się, mimo to Äbdyrow nadal atakował, a gdy płomienie sięgnęły kabiny, skierował swój płonący samolot na kolumnę nieprzyjacielskich czołgów. Uchwałą Prezydium Rady Najwyższej ZSRR z 31 marca 1943 otrzymał Złotą Gwiazdę Bohatera Związku Radzieckiego i Order Lenina. W Karagandzie zbudowano jego pomnik i nazwano jedną z ulic jego imieniem.